# Big Battle of Egos
Big Battle of Egos är ett samlingsalbum med den svenska eurodancegruppen Army of Lovers, utgivet våren 2013. Albumet sammanfattar gruppens mest framgångsrika singelskivor mellan 1990 och 2013. Därtill innehåller skivan fyra nya låtar, varav två släpptes som singlar under 2013, Rockin' the Ride (som även var gruppens tävlande bidrag i Melodifestivalen 2013) och Signed on My Tattoo, en duett med den svenska gruppen Gravitonas. 
I och med att bandmedlemmen La Camilla sparkades från gruppen ungefär samtidigt som albumet släpptes, förekommer hon på omslagsfotot och på solosång i de nya låtarna Rockin' the Ride och Tragedy, trots att hon inte längre var medlem i gruppen när skivan var aktuell. Hennes ersättare, Dominika Peczynski, kom att spela in en ny solostämma på Rockin' the Ride och hon delade på La Camillas solosång med Jean-Pierre Barda i Tragedy när dessa två låtar utgavs på gruppens EP-skiva Scandinavian Crime EP senare under 2013. 

## Låtlista
1. Rockin' The Ride 3:04
2. Crashing Down 3:32
3. Signed on My Tattoo (med Gravitonas) 3:45
4. Give My Life 3:56
5. Crucified 3:34
6. Sexual Revolution (singelversion) 3:59
7. My Army of Lovers 3:29
8. Lit de Parade (singelversion, med Big Money) 3:27
9. Obsession 3:45
10. Israelism 3:22
11. Ride the Bullet 3:28
12. I Am 3:56
13. King Midas 3:56
14. La Plage de Saint Tropez 3:33
15. Let the Sunshine In 3:55
16. Tragedy 4:09

## Försäljningsframgångar
Albumet tog sig in på den svenska försäljningslistan 5 april 2013, men föll ur topp 60 veckan därefter. Den återkom på listan 26 april och intog då sin högsta placering på plats 40.